# سارة هوبي
سارة هوبي هي عالمة بيئية أمريكية تعمل حاليًا في جامعة مينيسوتا (هي إحدى الجامعات العامة الأمريكية، والتي تشير إلى أفضل الجامعات العامة في الولايات المتحدة القادرة على توفير تجربة جماعية، تأسست  في عام 1851، وتصنف على أنها جامعة الدكتوراه - أعلى نشاط بحثي في تصنيف كارنيجي لمؤسسات التعليم العالي- وهي عضو في رابطة الجامعات الأمريكية). كانت سابقاً تحتجز منصب الأستاذة McKnight Land-Grant .

## حياتها
هي عالمة بيئية للنظام الإيكولوجي وتشتهر بدراساتها حول الكربون الأرضي ودراجات المغذيات في النظم الإيكولوجية التي تتراوح من التندرا إلى المدن، نشأت هوبي في سانت بول في مينيسوتا وتخرجت من كلية كارلتون في عام 1986 بشهادة في علم الأحياء، وحصلت على درجة الدكتوراه في عام 1995 من جامعة كاليفورنيا في بيركلي، وبعد حصولها على الدكتوراه كانت زميلة في جامعة ستانفورد، وفي عام 1998 التحقت بالكلية في جامعة مينيسوتا حيث كانت زميلة مقيمة في معهد البيئة فيها، وشاركت في الكتابة الجامعية عبر برمجة المناهج الدراسية وكذلك في قيادة تعليم الدراسات العليا.

## مكانتها العلمية
- تتناول أبحاث هوبى تأثير الأنشطة البشرية على النظم الإيكولوجية الأرضية، حيث تكشف مدى تأثير التغييرات التي يسببها الإنسان على البيئة العالمية والمحلية - من ارتفاع ثاني أكسيد الكربون في الغلاف الجوي، وزيادة ترسب النيتروجين فيه، وتغير المناخ، والتحضر، والتحولات التركيبية لأنواع النباتات - على عمليات النظام الإيكولوجي ولا سيما تدوير الكربون الأرضي والمغذيات، وتدفقها من المواد الغذائية من الأرض إلى الماء.
- تنشط في برنامج البحوث البيئية طويل المدى التابع للمؤسسة الوطنية للعلوم  مع بحث مستمر في موقع Cedar Creek LTER في وسط مينيسوتا.
- في عام 2014، كانت هوبي من زملاء الأكاديمية الوطنية للعلوم في البيئة والتطور والسلوك.

## المنشورات
- الحيوانات الأليفة والأسمدة في الحديقة تشكل تهديدات كبيرة لنهر المسيسيبي في المدن التوأم.
- ما الذي يلوث المسيسيبي في المناطق الحضرية؟ المروج والكلاب والكثير من الصرف الصحي على الأرصفة.

## روابط إضافية
- https://cbs.umn.edu/hobbie-lab/home